# 家政婦のミツコさん
『家政婦のミツコさん』（メイドのミツコさん）は、艶々による日本の漫画。『メンズヤング』（双葉社）2008年7月号から2009年11月号まで連載された。単行本は双葉社アクションコミックスより全2巻。

## 概要
アラサーにもかかわらずミニスカートのメイド服で家政婦をやらされる主婦ミツコの波乱万丈な日々の物語。タイトルはこいずみまりによる漫画作品『家政婦のエツ子さん』から。
番外編として『メンズヤング』2010年1月号に掲載された「家政婦ミツコの大冒険」がある。同作者による別作品『たとえば母が』とのクロスオーバー作品となっており、家出した挙句に迷子となったミツコが美晴と正樹の新居に世話になるという物語。なお、単行本には未収録であったが、その後、2013年に出版された単行本「たとえば母がExtra黒」に収録された。

## 登場人物
酒井田 満子
29歳の主婦（作中で30歳になる）。夫の作った借金を返済する為、時給2万5000円・日給約60万円でメイド服を着て家政婦をする羽目になる。
酒井田 満
満子の夫。ベンチャー企業の社長だったが経営に失敗し会社が倒産、2億2000万円の負債を背負う。高知県で工員として働いていたが、仕事を休みがちになる上に他に女を作りヒモ同然の生活を送っていた。しかし、物語終盤で、大手企業からお呼びがかかり社長に任命された。
酒井田 ユキコ
酒井田夫妻の娘。両親の事情により親元を離れ高円寺家の好意により全寮制の学校に通っていたが、のちに満子と一緒にメイドとして仕えることになる。母とお揃いのメイド姿がチカから可愛いと気に入られ、『大冒険』でもノボルに面倒を見てもらう等、高円寺家のアイドル（あこがれの的）として家にとけこんでいる模様。
高円寺 豊
酒井田一家の住んでいたアパートの裏手にある邸宅に住む大富豪、高円寺グループの会長。酒井田家の借金の肩代わりを申し出る。年齢不相応の格好をさせるのが趣味。精力絶倫だがミツコにカツラである弱みを握られ体を求められなくなる。
高円寺 トオル
高円寺家の長男。満子とセックスをしたことで手懐けられる。チカのセックスの声を聞く事が趣味。
高円寺 チカ
高円寺家の長女。マグロで満子からセックスの指導を受ける。自称「一途な性格」。
高円寺 ノボル
高円寺家の次男・末っ子。内気な性格で満子相手に童貞を捨てて以来兄弟三人の中では満子に対してもっとも好意的に接する。
青木
チカの彼氏。ミツコとの行為を通して、ミツコに心を動かされる。

## 書籍情報
- 艶々『家政婦のミツコさん』双葉社〈アクションコミックス〉 全2巻
  1. 2009年4月28日発行、ISBN 978-4-575-83617-2
  2. 2009年11月28日発行、ISBN 978-4-575-83702-5

- 艶々『たとえば母がExtra黒』エンジェル出版〈エンジェルコミックス〉2013年7月17日発行、ISBN 978-4-87306-512-0
「家政婦ミツコの大冒険」収録